# 29e Europese Filmprijzen
De 29e uitreiking van de Europese Filmprijzen (European Film Awards), waarbij prijzen werden uitgereikt in verschillende categorieën voor Europese films, vond plaats op 10 december 2016 in Wrocław, Polen. De ceremonie werd gepresenteerd door Maciej Stuhr. 
De prijs voor de hele carrière (Lifetime Achievement Award) ging naar de Franse auteur, scenarioschrijver en acteur Jean-Claude Carrière en Pierce Brosnan werd gevierd voor zijn bijdrage aan de wereldcinema (European Achievement in World Cinema award). De Duitse film Toni Erdmann was de grote winnaar met de Europese prijs voor beste film, beste regie, beste scenario, beste acteur en beste actrice.

## Nominaties en winnaars
De nominaties werden op 5 november 2016 bekendgemaakt.

### Beste film
- Toni Erdmann – Regie: Maren Ade
  - Elle – Regie: Paul Verhoeven
  - I, Daniel Blake – Regie: Ken Loach
  - Julieta – Regie: Pedro Almodóvar
  - Room – Regie: Lenny Abrahamson

### Beste regisseur
- Maren Ade — Toni Erdmann
  - Paul Verhoeven — Elle
  - Cristian Mungiu — Bacalaureat
  - Ken Loach — I, Daniel Blake
  - Pedro Almodóvar — Julieta

### Beste actrice
- Sandra Hüller — Toni Erdmann
  - Isabelle Huppert — Elle
  - Emma Suárez & Adriana Ugarte — Julieta
  - Valeria Bruni Tedeschi — La pazza gioia
  - Trine Dyrholm — Kollektivet

### Beste acteur
- Peter Simonischek — Toni Erdmann
  - Rolf Lassgård — En man som heter Ove
  - Hugh Grant — Florence Foster Jenkins
  - Dave Johns — I, Daniel Blake
  - Burghart Klaussner — Der Staat gegen Fritz Bauer
  - Javier Cámara — Truman

### Beste scenario
- Maren Ade — Toni Erdmann
  - Cristian Mungiu — Bacalaureat
  - Paul Laverty — I, Daniel Blake
  - Emma Donoghue — Room
  - Tomasz Wasilewski — Zjednoczone Stany Miłości (United States of Love)

### Beste cinematografie(Prix Carlo di Palma)[6]
- Camilla Hjelm Knudsen — Under sandet

### Beste montage
- Anne Østerud & Janus Billeskov Jansen — Kollektivet

### Beste productieontwerp
- Alice Normington — Suffragette

### Beste kostuums
- Stefanie Bieker — Under sandet

### Beste make-up
- Barbara Kreuzer — Under sandet

### Beste filmmuziek
- Ilya Demutsky — Uchenik (The Student)

### Beste geluid
- Radosław Ochnio — 11 minut

### Beste filmkomedie
- En man som heter Ove
  - Er ist wieder da
  - La Vache

### Beste documentaire
- Fuocoammare (Fire at Sea)
  - 21 x Nowy Jork (21 x New York)
  - A Family Affair
  - Mr. Gaga
  - Trent'anni dietro al volante per Stanley Kubrick
  - The Land of the Enlightened

### Beste animatiefilm
- Ma vie de courgette
  - Psiconautas, los niños olvidados
  - The Red Turtle

### Beste debuutfilm(Prix Fipresci)
- Hymyilevä mies (The Happiest Days in the Life of Olli Maki)
  - Câini (Dogs)
  - Liebmann
  - Sufat chol (Sand Storm)
  - Jajda (Thirst)

### Beste kortfilm
| Film                                 | Regisseur                                        | Land                                                | Speeltijd | Nominatie        |
| ------------------------------------ | ------------------------------------------------ | --------------------------------------------------- | --------- | ---------------- |
| El adiós                             | Clara Roquet                                     | Spanje                                              | 15'       | Valladolid       |
| A Man Returned                       | Mahdi Fleifel                                    | Verenigd Koninkrijk- Denemarken- Nederland- Libanon | 30'       | Berlijn          |
| Amalimbo                             | Juan Pablo Libossart                             | Zweden- Estland                                     | 15'       | Venetië          |
| 90 Grad Nord                         | Detsky Graffam                                   | Duitsland                                           | 21'       | Cork             |
| L'Immense retour (romance)           | Manon Coubia                                     | België- Frankrijk                                   | 14'       | Locarno          |
| Home                                 | Daniel Mulloy                                    | Kosovo- Verenigd Koninkrijk                         | 20'       | Vila do Conde    |
| Small Talk                           | Even Hafnor & Lisa Brooke Hansen                 | Noorwegen                                           | 21'       | Tampere          |
| Tout le monde aime la bord de la mer | Keina Espiñeira                                  | Spanje                                              | 18'       | Rotterdam        |
| 9 Days - From my Window in Aleppo    | Issa Touma, Thomas Vroege & Floor van der Meulen | Nederland                                           | 12'       | Bristol          |
| Shooting Star                        | Lyubo Yonchev                                    | Bulgarije- Italië                                   | 28'       | Drama            |
| In the Distance                      | Florian Grolig                                   | Duitsland                                           | 7'        | Clermond-Ferrand |
| Edmond                               | Nina Gantz                                       | Verenigd Koninkrijk                                 | 10'       | Uppsala          |
| Yo no soy de aquí                    | Maite Alberdi & Giedré Žickyté                   | Denemarken- Chili- Litouwen                         | 26'       | Krakau           |
| Limbo                                | Konstantina Kotzamani                            | Frankrijk- Griekenland                              | 29'       | Sarajevo         |
| Le Mur                               | Samuel Lampaert                                  | België                                              | 8'        | Gent             |

### European University Film Award (UEFA)
Deze prijs wordt in 2016 voor de eerste maal uitgereikt. De winnaar wordt gekozen door studenten in 13 universiteiten uit 13 verschillende Europese landen.
- Fuocoammare (Fire at Sea) – Regie: Gianfranco Rosi
- I, Daniel Blake – Regie: Ken Loach
- Bacalaureat – Regie: Cristian Mungiu
- Hymyilevä mies (The Happiest Days in the Life of Olli Maki) – Regie: Juho Kuosmanen
- Toni Erdmann – Regie: Maren Ade

### Publieksprijs(People’s Choice Award)
Europese filmfans hebben elk jaar de mogelijkheid om tussen 1 september en 31 oktober hun favoriete film te kiezen.
- Ciało (Body)
  - En man som heter Ove
  - Krigen
  - Aferim!
  - Fuocoammare (Fire at Sea)
  - Julieta
  - Mustang
  - Spectre
  - The Danish Girl
  - The Lobster
  - Le Tout Nouveau Testament
  - Zvizdan (The High Sun)